# Patrick Patterson
Patrick Davell Patterson (nascido em 14 de março de 1989) é um jogador de basquete profissional americano do Los Angeles Clippers da National Basketball Association (NBA).
Ele jogou basquete universitário no Kentucky Wildcats e foi selecionado pelo Houston Rockets com a 14° escolha geral no Draft da NBA de 2010. Além dos Rockets, Patterson jogou no Sacramento Kings, Toronto Raptors e Oklahoma City Thunder.

## Primeiros anos
Patterson, nascido em Washington, DC, cresceu em Huntington, Virgínia Ocidental e se formou na Huntington High School em 2007.
Durante sua carreira no ensino médio, Patterson ajudou a liderar a Huntington High School a três títulos estaduais consecutivos. Patterson venceu seu terceiro campeonato estadual durante sua última temporada com a ajuda de O. J. Mayo.
Considerado um recruta de cinco estrelas pela Rivals.com, Patterson foi listado como o 17° melhor jogador no país em 2007.

## Carreira na faculdade
Patrick Patterson jogou basquete universitário na Universidade de Kentucky. Ele foi recrutado pelo treinador de Kentucky Tubby Smith e seu substituto Billy Gillispie. Na temporada de 2009-10, ele foi comandado por John Calipari, que se tornou o substituto de Billy Gillispie em abril de 2009.

### Primeiro ano
Durante a primeira temporada de Patterson, ele teve uma média de 16,4 pontos, 7,7 rebotes e 1,2 bloqueios.
Após uma vitória de Kentucky sobre Ole Miss, Patterson perdeu o restante da temporada 2007-08 com uma fratura por estresse no tornozelo esquerdo. Ele também afirmou que planejava ficar no Kentucky em vez de participar do Draft da NBA.

### Segundo ano
Em sua segunda temporada, ele e sua colega de equipe Jodie Meeks se tornaram a dupla mais produtiva de Kentucky, desde os dias de Dan Issel e Mike Pratt. Ele teve uma média de 17,9 pontos, 9,3 rebotes e 2,1 bloqueios.
Em 18 de abril de 2009, Patterson decidiu inserir seu nome no Draft da NBA de 2009. No entanto, em 8 de maio de 2009, Patrick decidiu que retornaria a Kentucky para a sua terceira temporada.

### Terceiro ano
Patterson continuou a desempenhar um papel crucial para a equipe durante sua última temporada. No entanto, com a adição dos novatos John Wall, DeMarcus Cousins e Eric Bledsoe, Patterson não precisava mais ser a principal opção de pontuação e rebote.
Durante esta temporada, Patterson ajudou a equipe a vencer o Torneio da SEC e teve médias de 14.3 pontos, 7.4 rebotes e 1.3 bloqueios.
Em 23 de abril de 2010, Patterson entrou no Draft da NBA de 2010; na época do draft, ele havia concluído seu curso e se formado na Universidade do Kansas.

## Carreira profissional

### Houston Rockets (2010-2013)
Em 24 de junho de 2010, Patterson foi selecionado pelo Houston Rockets com a 14° escolha geral no Draft da NBA de 2010. Em 10 de novembro, ele foi designado para o Rio Grande Valley Vipers da D-League. Em nove jogos com o Vipers, Patterson teve uma média de 35 minutos, 18,3 pontos e 10,3 rebotes. Dois dias depois de ser chamado pelo Rockets, ele estreou na temporada regular da NBA em 15 de dezembro de 2010.
Com Luis Scola machucado, Patterson teve sua primeira partida como titular na NBA com os Rockets em 14 de março de 2011, registrando 2 pontos e 5 rebotes.
Em 3 temporadas em Houston, Patterson jogou em 163 jogos com médias de 8.4 pontos e 4.3 rebotes.

### Sacramento Kings (2013)
Em 20 de fevereiro de 2013, Patterson foi negociado, junto com Toney Douglas e Cole Aldrich, com o Sacramento Kings em troca de Thomas Robinson, Francisco García e Tyler Honeycutt.

### Toronto Raptors (2013-2017)
Em 9 de dezembro de 2013, os Kings negociaram Patterson, juntamente com Greivis Vásquez, John Salmons e Chuck Hayes para o Toronto Raptors por Rudy Gay, Quincy Acy e Aaron Gray.
Em 12 de julho de 2014, Patterson assinou novamente com os Raptors em um contrato de três anos e US $ 18 milhões.
Em 4 temporadas em Toronto, Patterson jogou em 273 jogos com médias de 7.6 pontos, 4.8 rebotes e 1.4 assistências.

### Oklahoma City Thunder (2017-2019)
Em 10 de julho de 2017, Patterson assinou com o Oklahoma City Thunder.
Em 10 de agosto de 2017, ele foi submetido a um procedimento artroscópico bem-sucedido no joelho esquerdo.
Em 1 de agosto de 2019, Patterson e o Thunder concordaram que ele se tornasse um agente livre. Logo depois, foi relatado o intuito de Patterson de assinar com o Los Angeles Clippers.
Em 2 temporadas em Toronto, Patterson jogou em 145 jogos com médias de 3.8 pontos e 2.3 rebotes.

### Los Angeles Clippers (2019 – Presente)
Em 16 de agosto de 2019, Patterson assinou com o Los Angeles Clippers.

## Estatísticas

### NBA

#### Temporada Regular
| Ano      | Time          | PJ  | MPJ  | AP   | 3P   | LL   | RT  | AS  | BR | TO | PPJ  |
| -------- | ------------- | --- | ---- | ---- | ---- | ---- | --- | --- | -- | -- | ---- |
| 2010–11  | Houston       | 52  | 16.7 | .558 | .000 | .714 | 3.8 | .8  | .3 | .7 | 6.3  |
| 2011–12  | Houston       | 64  | 23.2 | .440 | .000 | .702 | 4.5 | .8  | .4 | .6 | 7.7  |
| 2012–13  | Houston       | 47  | 25.9 | .519 | .365 | .755 | 4.7 | 1.1 | .4 | .6 | 11.6 |
| 2012–13  | Sacramento    | 24  | 23.2 | .494 | .444 | .786 | 4.8 | 1.3 | .5 | .5 | 8.0  |
| 2013–14  | Sacramento    | 17  | 24.4 | .410 | .231 | .563 | 5.8 | .9  | .8 | .2 | 6.9  |
| 2013–14  | Toronto       | 48  | 23.3 | .477 | .411 | .745 | 5.1 | 1.3 | .9 | .7 | 9.1  |
| 2014–15  | Toronto       | 81  | 26.6 | .449 | .371 | .788 | 5.3 | 1.9 | .7 | .5 | 8.0  |
| 2015–16  | Toronto       | 79  | 25.6 | .414 | .362 | .853 | 4.3 | 1.2 | .7 | .4 | 6.9  |
| 2016–17  | Toronto       | 65  | 24.6 | .401 | .372 | .717 | 4.5 | 1.2 | .6 | .4 | 6.8  |
| 2017–18  | Oklahoma City | 82  | 15.5 | .398 | .386 | .870 | 2.4 | .7  | .6 | .3 | 3.9  |
| 2018–19  | Oklahoma City | 63  | 13.7 | .374 | .336 | .633 | 2.3 | .5  | .3 | .2 | 3.6  |
| Carreira | Carreira      | 622 | 21.8 | .450 | .367 | .749 | 4.1 | 1.1 | .6 | .5 | 6.9  |

#### Playoffs
| Ano      | Time          | PJ | MPJ  | AP   | 3P   | LL    | RT  | AS  | BR | TO | PPJ  |
| -------- | ------------- | -- | ---- | ---- | ---- | ----- | --- | --- | -- | -- | ---- |
| 2014     | Toronto       | 7  | 28.4 | .542 | .389 | .778  | 6.7 | 1.3 | .4 | .4 | 10.4 |
| 2015     | Toronto       | 4  | 26.5 | .556 | .467 | 1.000 | 3.5 | 1.3 | .8 | .0 | 10.3 |
| 2016     | Toronto       | 20 | 29.2 | .404 | .300 | .846  | 3.9 | 1.2 | .4 | .5 | 7.7  |
| 2017     | Toronto       | 10 | 18.5 | .278 | .308 | 1.000 | 2.0 | 2.0 | .7 | .2 | 3.4  |
| 2018     | Oklahoma City | 6  | 9.6  | .500 | .500 | .000  | 1.8 | .5  | .2 | .0 | 1.3  |
| Carreira | Carreira      | 47 | 24.1 | .431 | .338 | .852  | 3.6 | 1.3 | .4 | .3 | 6.6  |

### Universitário
| Ano     | Time     | PJ | MPJ  | AP   | 3P   | LL   | RT  | AS  | BR | TO  | PPJ  |
| ------- | -------- | -- | ---- | ---- | ---- | ---- | --- | --- | -- | --- | ---- |
| 2007–08 | Kentucky | 25 | 35.7 | .574 | .000 | .731 | 7.7 | 1.7 | .8 | 1.2 | 16.4 |
| 2008–09 | Kentucky | 34 | 33.6 | .603 | .000 | .768 | 9.3 | 2.0 | .6 | 2.1 | 17.9 |
| 2009–10 | Kentucky | 38 | 33.0 | .575 | .348 | .692 | 7.4 | .9  | .7 | 1.3 | 14.3 |

Fonte: